# Municipio de Chapman (condado de Clay)
El municipio de Chapman (en inglés: Chapman Township) es un municipio ubicado en el condado de Clay en el estado estadounidense de Kansas. En el año 2010 tenía una población de 191 habitantes y una densidad poblacional de 2,06 personas por km².

## Geografía
El municipio de Chapman se encuentra ubicado en las coordenadas 39°10′19″N 97°18′50″O / 39.17194, -97.31389. Según la Oficina del Censo de los Estados Unidos, el municipio tiene una superficie total de 92.86 km², de la cual 92.57 km² corresponden a tierra firme y (0.32%) 0.3 km² es agua.

## Demografía
Según el censo de 2010, había 191 personas residiendo en el municipio de Chapman. La densidad de población era de 2,06 hab./km². De los 191 habitantes, el municipio de Chapman estaba compuesto por el 97.38% blancos, el 1.05% eran amerindios, el 0.52% eran asiáticos y el 1.05% pertenecían a dos o más razas. Del total de la población, el 2.62% eran hispanos o latinos de cualquier raza.